# Eclissi solare del 12 novembre 1947
L'eclissi solare del 12 novembre 1947 è un evento astronomico che ha avuto luogo il suddetto giorno attorno alle ore 20.05 UTC. 
L'eclissi, di tipo anulare, è stata visibile in alcune parti del Nord America, del Sud America (Brasile, Colombia, Ecuador e Perù) e dall'Oceano Pacifico.
L'eclissi è durata 3 minuti e 59 secondi.

## Percorso e visibilità
L'eclissi si è manifestata all'alba locale sulla superficie oceanica del Pacifico settentrionale in prossimità del mare di Bering a circa 1.200 chilometri a sud delle Isole Aleutine. Successivamente la pseudo umbra della luna si è spostata a sud-est su un lungo percorso oceanico arrivando a circa 1.200 chilometri a sud-ovest dell'isola di Clipperton, 10 gradi sopra l'equatore. Terminata l'anularità, in fase di pseudo-umbra si è diretta verso est, dapprima lambendo la terraferma nella costa settentrionale del Perù per poi spostarsi gradualmente a nord-est, terminando al tramonto locale nel territorio dello Stato brasiliano di Roraima.

## Eclissi correlate

### Eclissi solari 1946 - 1949
Questa eclissi è un membro di una serie semestrale. Un'eclissi in una serie semestrale di eclissi solari si ripete approssimativamente ogni 177 giorni e 4 ore (un semestre) a nodi alternati dell'orbita della Luna.

### Ciclo di Saros 132
Questa eclissi fa parte del ciclo di Saros 132, che si ripete ogni 18 anni, 11 giorni e comprendente 71 eventi. La serie è iniziata con un'eclissi solare parziale il 13 agosto 1208. Comprende eclissi anulari dal 17 marzo 1569 al 12 marzo 2146, ibride il 23 marzo 2164 e 3 aprile 2183 ed eclissi totali dal 14 aprile 2200 al 19 giugno 2308. La serie termina al membro 71 con un'eclissi parziale il 25 settembre 2470. La durata più lunga di una eclissi anular nella serie è stata di 6 minuti e 56 secondi il 9 maggio 1641 mentre l'eclissi totale più lunga della serie sarà di 2 minuti e 14 secondi l'8 giugno 2290 Tutte le eclissi di questa serie si verificano nel nodo discendente della Luna.